# 응우옌푹홍흐우
응우옌푹홍흐우(Nguyễn Phúc Hồng Hưu, 阮福洪休원복홍휴, 1820년 2월 3일 ~ 1897년 11월 18일)는 베트남 응우옌조의 황족이다. 소치제의 8번째 아들로, 어머니는 부티비엔(Vũ Thị Viên)이다. 원래 이름은 응우옌홍투옌(Nguyễn Phúc Hồng Thuyên, 阮福洪佺완복홍전)이었으나 개명했다.

## 가족

### 아들
- 홍끼엔
- 응우옌푹홍방
- 홍투

### 딸
- 딸 15명
- 이프엉
- 툭짱
- 민뜨